# Antaraya
Antarāya (en sanskrit IAST ; devanāgarī: अन्तराय) signifie « obstacle ». Dans les Yoga Sūtra de Patañjali, antarāya désigne les neuf obstacles au samādhi. 

## Hindouisme

### Yoga
Les neuf obstacles au samādhi sont dans les Yogasūtra de Patañjali :
- vyādhi : la maladie;
- styāna : l'inertie (incapacité à agir);
- saṃśaya : le doute;
- pramāda : la folie ou l'erreur;
- ālasya : la paresse;
- avirati : l'attachement;
- bhrāntidarśana : la perception ou la connaissance erronée (viparyaya);
- alabdhabhūmikatva : l'incapacité à s'établir graduellement en samādhi;
- anavasthitatva : l'instabilité.